# Linthal, Glarus
Linthal är en ort i kommunen Glarus Süd i kantonen Glarus i Schweiz. Den ligger vid floden Linth, cirka 14,5 kilometer sydväst om Glarus. Orten har 1 008 invånare (2023).
Orten var före den 1 januari 2011 en egen kommun, men slogs då samman med kommunerna Betschwanden, Braunwald, Elm, Engi, Haslen, Luchsingen, Matt, Mitlödi, Rüti, Schwanden, Schwändi och Sool till den nya kommunen Glarus Süd.